# Blandine Dancette
Blandine Dancette, född 14 februari 1988 i Firminy, Frankrike är en tidigare fransk handbollsspelare som spelade som högersexa. Hon blev världsmästare 2017 och vann OS-guld i Tokyo.

## Klubbkarriär
Blandine Dancette spelade från 1999 i franska klubben Saint-Étienne Andrézieux. Hon bytte sedan säsongen 2006-2007 till HBC Nîmes. Med Nîmes vann hon 2009 Challenge Cup. Efter tio år i Nimes gick klubben i konkurs 2016 och hon bytte klubb till Chambray Touraine HB som var nyuppflyttad i högsta ligan i Frankrike. Hon stannade bara där i ett år och spelade inte på grund av en knäskada i höger ben. och började hösten 2017 spela för Nantes Atlantique HB. Med Nantes vann hon EHF European League 2020-2021. Efter säsongen avslutade hon sin karriär.

## Landslagskarriär
Blandine Dancette spelade i franska ungdomslandslagen 2005-2008 och vann en bronsmedalj i U-17 EM 2005. Den 28 juni 2009 togs hon ut i A-landslaget av Olivier Krumbholz för en landskamp mot Serbien i Medelhavsspelen. Turneringen vanns sedan av Frankrike. 2012 och 2016 spelade hon i OS för Frankrike. 2016 vann hon en olympisk silvermedalj. Ett år senare blev hon världsmästare i VM i Tyskland 2017. Hon hade då redan vunnit silver 2009 och 2011. Hennes främsta merit blev OS-guldet i Tokyo 2020. Hon spelade bara en match i turneringen. Efter OS avslutade hon sin karriär.

## Utmärkelser
- Riddare av Nationalförtjänstorden,  30 november 2016[9]
- Riddare av Hederslegionen,  8 september 2021[10]

[Redigera Wikidata]